# Nils E. Johansson
Nils E. Johansson, född 1950 i Karlskrona, är en svensk målare och grafiker. 
Johansson är som konstnär autodidakt och studerade konst under resor till Paris och Berlin. Separat har han ställt ut på bland annat Galleri Galax i Göteborg, Konstgalleriet i Åhus, Galleri Kråkeslätt i Bromölla och ett flertal gånger i Ekerums konsthall på Öland. Han har medverkat i samlingsutställningar i Karlskrona, Kalmar och Karlshamn. Bland hans offentliga arbeten märks väggmålningar för Mc Donalds i Karlskrona och Ronneby. Hans konst består av realistiska skärgårdshistoriska bruksföremål och litografier med blommor, landskap och exteriörer. Johansson är representerad vid Emigrantinstitutet i Växjö, Amerikanska ambassaden i Stockholm, Kungliga Operan, Ulriksdals slottsteater Confidencen, Statens konstråd, Malmö konstdelegation samt i ett flertal kommuner och landsting.